# Matthew Marsh (acteur)
Matthew Marsh (Londen, 8 juli 1954) is een Brits acteur. Marsh is de oudere broer van Jon Marsh, leider van de Britse band The Beloved. 

## Carrière
Marsh wilde tijdens zijn studiejaren geen acteur worden, zijn ambitie lag toen in het spelen van cricket. Hij ging Engels studeren aan een universiteit en kreeg daar interesse in komedie en besloot toen om acteur te worden. Hij begon met acteren in het theater met de theatergezelschap Mikron Theatre Company in Marsden. Hierna heeft hij nog in diverse theatervoorstellingen gespeeld zoals in onder anderen Kopenhagen en Hamlet.
Marsh begon in 1981 met acteren voor televisie in de televisieserie Strangers, waarna hij nog in meer dan 145 televisieseries en films speelde. 

## Filmografie

### Films
Selectie:
- 2023 Tetris - als Mikhail Gorbachev
- 2022 The Contractor - als Gray
- 2021 The Mauritanian - als generaal Geoffrey Mandel
- 2017 Dunkirk - als admiraal
- 2012 Red Tails - als brigadier generaal Hauser
- 2011 The Iron Lady - als Alexander Haig
- 2006 The Commander: Blacklight - als DCI Mike Hedges
- 2005 The Commander: Blackdog - als DCI Mike Hedges
- 2005 The Commander: Virus - als DCI Mike Hedges
- 2004 Hawking - als dr. John Holloway
- 2003 The Commander - als DCI Mike Hedges
- 2002 Bad Company - als Dragan Adjanic
- 2001 Spy Game - als dr. William Byars
- 1997 Smilla's Sense of Snow - als rechercheur
- 1989 Diamond Skulls - als Raul
- 1987 The Fourth Protocol - als Barry Banks

### Televisieseries
Selectie:
- 2022-2023 Takeover - als sir Guy Temple - 5 afl.
- 2019 Knightfall - als Jacques De Molay - 7 afl.
- 2019 West of Liberty - als Clive 'GT' Barner - 6 afl.
- 2015-2018 Casualty - als Brian Carroll - 5 afl.
- 2018 Humans - als Lord Dryden - 7 afl.
- 2017 Love, Lies and Records - als Matthew - 5 afl.
- 2015 Capital - als Lothar - 3 afl.
- 2015 Arthur & George - als chief constable Anson - 3 afl.
- 2014 Da Vinci's Demons - als King Ferrante / Ferdinand I of Naples - 5 afl.
- 2011 Hidden - als James Morpeth - 4 afl.
- 2010 Luther - als DCSU Russell Cornish - 3 afl.
- 2007 Spooks - als Bob Hogan - 10 afl.
- 1998 A Certain Justice - als Drysdale Laud
- 1996 Into the Fire - als manager - 3 afl.
- 1994 Coronation Street - als Laurence Cooper - 2 afl.
- 1990 Chancer - als Gavin Nichols - 10 afl.
- 1989 Anything More Would Be Greedy - als Mark Golan - 6 afl.
- 1988 A Taste for Death - als Dominic Swayne - 4 afl.
- 1986 The Monocled Mutineer - als Charles Strange - 3 afl.

### Computerspellen
- 2023 Xenoblade Chronicles 3: Future Redeemed - als grootvader Ghondor
- 2022 Xenoblade Chronicles 3 - als grootvader Ghondor
- 2022 Elden Ring - als Miriel
- 2019 Subnautica: Below Zero - als Al-An
- 2015 Assassin's Creed Syndicate - als Karl Marx
- 2005 Harry Potter and the Goblet of Fire - als Death Eater
- 1996 Broken Sword: The Shadow of the Templars - als stem

- Biblioteca Nacional de España: XX4928975
- Gemeinsame Normdatei: 1061406067
- International Standard Name Identifier: 0000 0000 7758 6266
- Library of Congress Control Number: no00051154
- Virtual International Authority File: 107581024
- WorldCat: E39PBJjxpX44KXBVpQ3XBMyPQq